# Ботафогу (Бразилія)
Ботафо́гу — затока та пляж в Бразилії, в межах міста Ріо-де-Жанейро.
Місцевість була названа на честь військового Сан-Хуан де Соса Ботафогу, який керував галеоном Ботафогу. Назву корабля він додав до свого прізвища. Португальська корона надала йому землі біля Ріо-де-Жанейро, які зараз є відмінною туристичною зоною.